# Tom Payne
Thomas Payne (21 de desembre de 1982) és un actor anglès. És conegut pel seu paper de Paul "Jesus" Rovia (2016-2019) a la sèrie d'AMC The Walking Dead.

## Orígens
Payne nasqué a Chelmsford, Essex i es crià a Bath, Somerset. Estudià a la King Edward's School i fou un contribuïdor prolífic del departament de drama. Es graduà de la Royal Central School of Speech & Drama el juny de 2005. Aparegué a Miss Pettigrew Lives for a Day.

## Trajectòria
El gener de 2007 va aparèixer a Waterloo Road, de la BBC, interpretant l'estudiant de batxillerat Brett Aspinall. Malgrat tenir 24 anys, Payne interpretà un personatge de 17 anys. Va continuar a la sèrie fins a la fi de la següent temporada el març de 2008. Es va saber que no participaria en la nova temporada, que començà el gener de 2009.
El 2009, Payne va interpretar George Best a Best: His Mother's Son, una pel·lícula de la BBC 2 sobre el famós futbolista. El mateix any aparegué a Marple: They Do It With Mirrors i Wuthering Heights per ITV.
Payne va ser una de les "estrelles del demà 2007" d'Screen International.
El 8 de març es va anunciar que s'havia unit a l'elenc de Luck, un pilot d'HBO dirigit per Michael Mann, escrit per David Milch i protagonitzat per Dustin Hoffman i Nick Nolte. Interpretà el paper de jockey cajú.
El 2012 va interpretar Rob Cole a la pel·lícula El metge (basada en el llibre homònim) juntament amb Stellan Skarsgard i Ben Kingsley.
Payne va formar part del repartiment de la sisena temporada de The Walking Dead, com a Paul "Jesus" Rovia, i va ser promogut a actor regular la setena temporada.

## Vida personal
Payne ha festejat amb la cantant Jennifer Åkerman des de finals de 2013. En un episodi de Talking Dead va dir que estaven compromesos.
El seu germà petit, Will Payne, també és actor.

## Filmografia
| Any  | Títol                          | Paper        | Notes        |
| ---- | ------------------------------ | ------------ | ------------ |
| 2008 | Miss Pettigrew Lives for a Day | Phil Goldman |              |
| 2009 | Into the Rose-Garden           | Sam          | Curtmetratge |
| 2011 | The Task                       | Stanton      |              |
| 2011 | Generation Perdue              | Toby Perdue  | Curtmetratge |
| 2012 | The Inheritance                | Matthew      |              |
| 2012 | My Funny Valentine             | Zander       |              |
| 2012 | Still Young                    | Edward       | Curtmetratge |
| 2013 | El metge                       | Rob Cole     |              |
| 2015 | Winter                         | Tom          |              |
| 2015 | MindGamers                     | Jaxon        |              |
| 2017 | It's No Game                   | East         | Curtmetratge |
| 2019 | IO                             | Elon         | Veu          |

| Any       | Títol                       | Paper                           | Notes                                       |
| --------- | --------------------------- | ------------------------------- | ------------------------------------------- |
| 2005      | Casualty                    | Toby Tyler                      | Episodi: "Love and Duty"                    |
| 2007      | Skins                       | Spencer                         | Episodi: "Effy"                             |
| 2007      | Miss Marie Lloyd            | Bernard                         | Telefilm                                    |
| 2007–2008 | Waterloo Road               | Brett Aspinall                  | 32 episodis                                 |
| 2008      | He Kills Coppers            | Jonny Taylor                    | Telefilm                                    |
| 2009      | Wuthering Heights           | Linton                          | 2 episodis                                  |
| 2009      | Miss Marple                 | Edgar Lawson                    | Episodi: "They Do It with Mirrors"          |
| 2009      | Best: His Mother's Son      | George Best                     | Telefilm                                    |
| 2009      | Beautiful People            | Sr. Carr                        | Episodi: "How I Got My Plumes"              |
| 2010      | The People vs. George Lucas | Ell mateix                      | Documental                                  |
| 2011–2012 | Luck                        | Leon Micheaux                   | 9 episodis                                  |
| 2014      | New Worlds                  | Monmouth                        | 4 episodis                                  |
| 2016–2019 | The Walking Dead            | Paul "Jesus" Rovia              | 25 episodis                                 |
| 2016–2018 | Talking Dead                | Ell mateix                      | 7 episodis                                  |
| 2017      | The Nightly Show            | Ell mateix                      | Episodi: "With David Walliams - Night Four" |
| 2018      | Fear the Walking Dead       | Paul "Jesus" Rovia              | Episodi: "What's Your Story?"               |
| 2019–2021 | Prodigal Son                | Malcolm Whitly / Malcolm Bright | 33 episodis                                 |